# Penthema umbratilis
Penthema umbratilis är en fjärilsart som beskrevs av Hans Fruhstorfer 1909. Penthema umbratilis ingår i släktet Penthema och familjen praktfjärilar. Inga underarter finns listade i Catalogue of Life.